# レッドウッド城

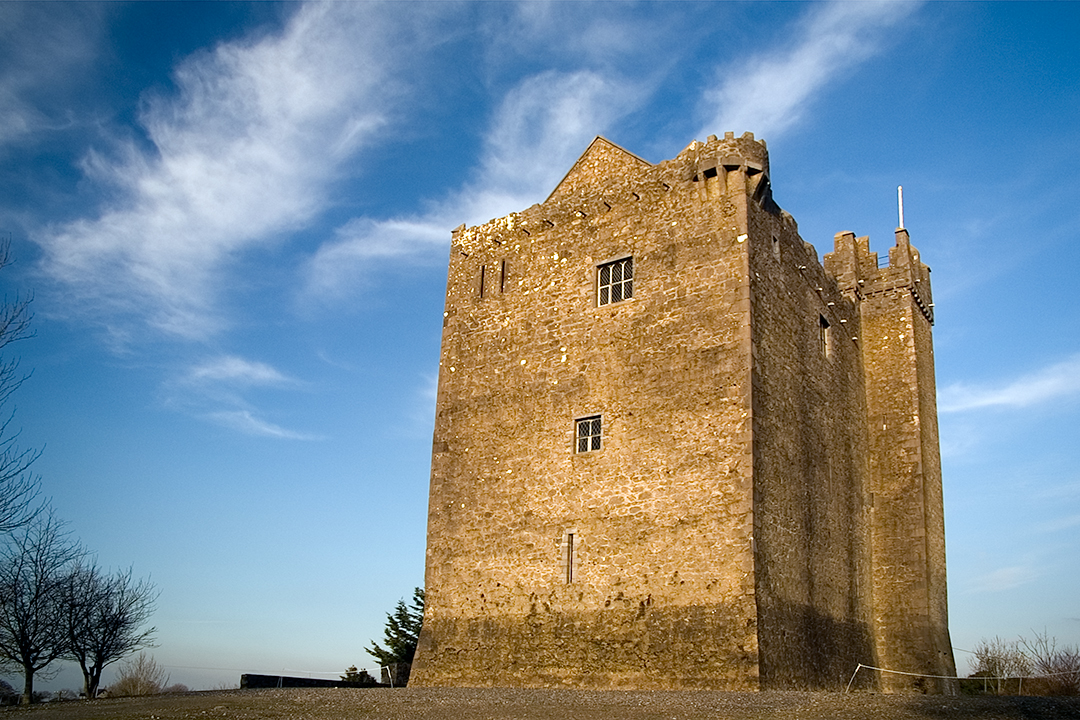
レッドウッド城

レッドウッド城（英語:Redwood Castle、アイルランド語:Caislean Choillte Rua）は、アイルランドのティペラリー県ロラ (Lorrha) にある古城。
城は西暦およそ1200年頃にノルマン人によって建てられ、マック・イーガン家 (Mac Aodhagain in Irish) がこの土地に定住するおよそ1350年まで、最初に建設したノルマン人が城を占拠していた。
代々続くブレオン（Brehon、アイルランド語で裁判官。ブレオン法典も参照。）であり法律家でもあったマック・イーガン一家は、この地に学校を開いた。学校は一家によって数百年もの間後援を受け続けた。
城はこれまで幾度も拡大や改築が行われており、特に1350年と1580年に行われたものが大規模である。初期の厚い石壁を除いて、建物は当時のアイルランドにおける要塞によく見られた建築的特徴や、シーラ・ナ・ギグを含むなどやや一般的ではない特徴も備え持っている。
その後も城は、およそ1650年に行われたオリバー・クロムウェルによるアイルランド侵攻で押収されて燃やされてしまうまで、マック・イーガン家による占有が続いた。
城が立っていた場所は廃墟のままで、個人であるメイヨーの法律家、マイケル・J・イーガンが1972年に一帯を購入して改修を行うまでは、外側の厚い壁のみがたたずんでいた。レッドウッド城が個人の邸宅として使用されていた間は、7月4日から9月1日の午後2時から6時まで一般に公開されていたことがある。近年では複数のイーガン一族 (Clan Egan) 集会が、このレッドウッド城で開催されている。